# 美和村 (広島県)
美和村（みわむら）は、広島県山県郡にあった村。

## 歴史
- 1889年（明治22年）4月1日 - 町村制の施行により、山県郡移原村・溝口村・高野村・米沢村・大暮村・小原村が合併し山廻村（やまもうりむら）が発足し村制を施行。
- 1928年（昭和3年）4月1日 - 山廻村が美和村と改称。
- 1956年（昭和31年）9月30日 – 山県郡八幡村、雄鹿原村、中野村と合併して芸北町が発足。同日美和村廃止。